# Адамович, Дарья Андреевна
Адамович Дарья Андреевна  — звеньевая совхоза «Хотовский» Киево-Святошинского района Киевской области, Герой Социалистического Труда.

## Биография
Родилась 2 января 1931 года в селе Хотов Будаевского района Киевской области. Украинка. В годы Великой Отечественной войны находилась на оккупированной немцами территории. После освобождения села от захватчиков одновременно с учёбой работала в поле. С 1956 года — звеньевая совхоза «Хотовский». В 1970 году получила урожай 427 центнеров помидоров, 207 центнеров огурцов, 790 центнеров капусты с гектара.
Указом Президиума Верховного Совета СССР от 8 апреля 1971 года за выдающиеся успехи, достигнутые в развитии сельскохозяйственного производства и выполнение пятилетнего плана продажи государству продуктов земледелия и животноводства Адамович Дарье Андреевне присвоено звание Героя Социалистического Труда с вручением Ордена Ленина и золотой медали «Серп и Молот».
Продолжала работать звеньевой в совхозе. Была выбрана депутатом Киевского областного Совета депутатов трудящихся. Жила в с. Новоселки, Киево-Святошинского района, Киевской области. Умерла 25 января 2008 года.

## Награды и отличия
- Кавалер орденов Ленина (8 апреля 1971 года и 8 декабря 1973 года),
- Орден Октябрьской Революции (24 декабря 1976 года),
- Медали